# Antología (álbum de Fiskales Ad-Hok)
Antología es el quinto álbum de la banda chilena Fiskales Ad-Hok sacada el año 2004 para la cual se grabaron los primeros siete temas. Además el tema 12 es un extracto de las "Raras Tokatas Nuevas" de la Rock & Pop y el tema 18 es una grabación en vivo en "La Batuta". El disco incluía un videoclip de "Fiesta" (tema que no aparece en la compilación) y "La noche de las dueñas de casa vivientes". El tema "Resistiré" es una versión del tema originalmente interpretado por el Dúo Dinámico en el álbum "En Forma".
La versión de "Rosa negra" que aparece en el disco es la que editó para la banda sonora de "Sangre Eterna", que es un remix de la versión que aparece en "Calavera".

## Canciones
1. Libertad Vigilada
2. Los Malditos
3. La Malda
4. La noche de las dueñas de casa vivientes
5. Ron Suicida
6. Mierdamix 1 (Eugenia, El Circo, Perra, Tevito, Gris)
7. Ángel
8. Cuando muera
9. Calavera
10. Resistiré
11. El patio con rejas en el cielo
12. Mierdamix 2 (No estar aquí, Odio, Almorzando entre muertos, La cultura de la basura)
13. Cóndor
14. Campanitas
15. Tan Fácil
16. Rosa Negra
17. Lorea Elvis
18. Mierdamix 3 (Ten Piedad, Ponk, La Ranchera)
19. Incoherencias
20. Al Puerto
21. Borracho

## Miembros
- Álvaro España - voz
- Guardabosques - guitarra
- Víbora - guitarra
- Micky - batería
- Memo - batería
- Roly Urzua - bajo

- Datos: Q4775615